# Colletes diodontus
Colletes diodontus är en biart som beskrevs av Raymond Benoist 1958. Colletes diodontus ingår i släktet sidenbin, och familjen korttungebin. Inga underarter finns listade i Catalogue of Life.